# Klooster Heilige Drie-eenheid

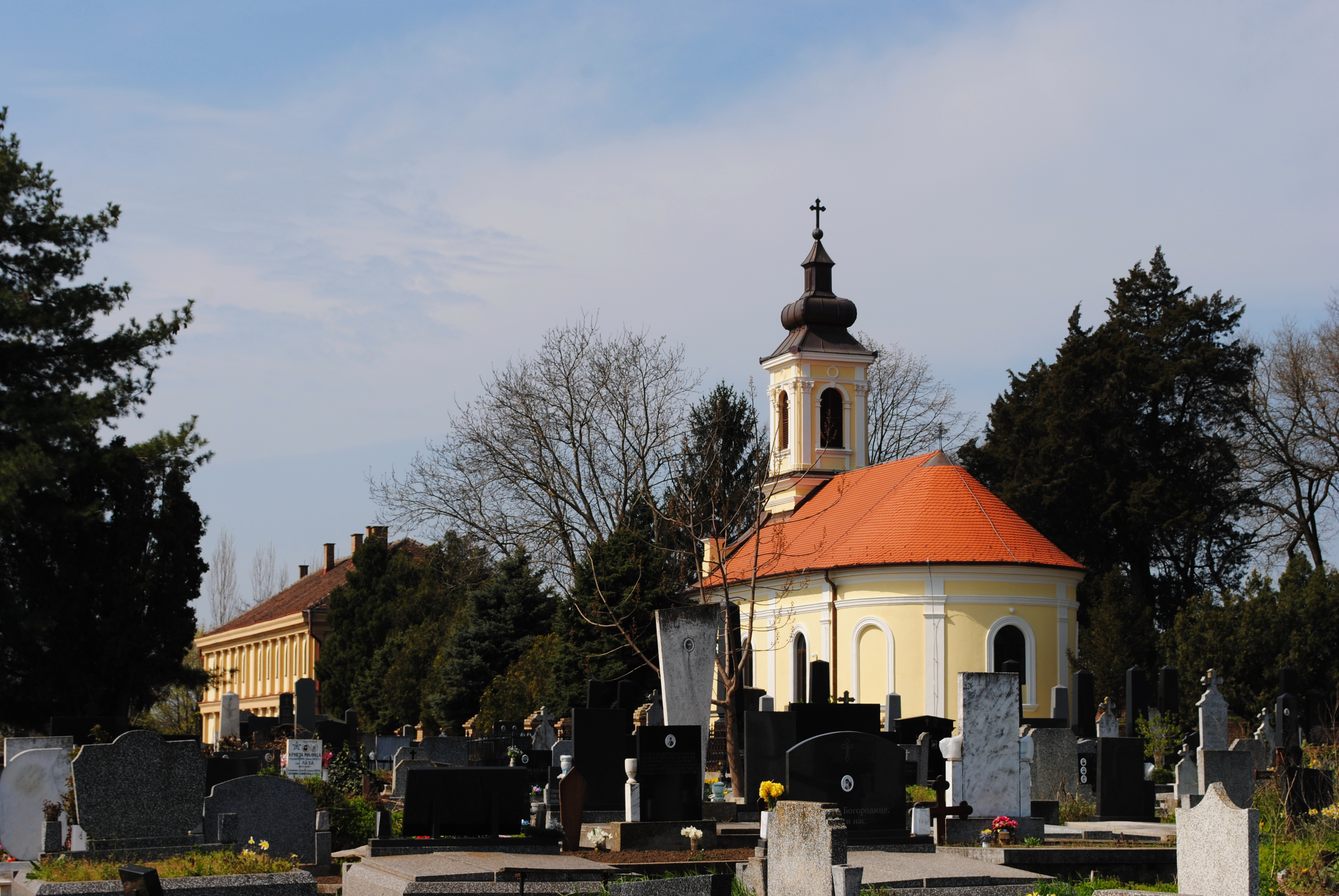
Klooster Heilige Drie-eenheid

Het Klooster Heilige Drie-eenheid (Servisch: Манастир Свете Тројице,  Manastir Svete Trojice) is een Servisch-orthodox klooster gelegen in de Banaat-regio in de noordelijke Servische autonome provincie Vojvodina. Het ligt in de stad Kikinda. Het klooster werd gebouwd in 1885-1887. 